# 火车站街街道
火车站街街道，是中华人民共和国甘肃省武威市凉州区下辖的一个乡镇级行政单位。

## 行政区划
火车站街街道下辖以下地区：
火车站社区和大新社区。